# Tulon
Tulon (fr. Toulon, wymowaⓘ; oksyt. Tolon) – miasto i gmina w południowo-wschodniej Francji, w regionie Prowansja-Alpy-Lazurowe Wybrzeże, w departamencie Var, położone nad Morzem Śródziemnym. Znajduje się ok. 40 km na wschód od Marsylii, 15 km na wschód od przylądka Cap Sicié.
Według danych na rok 2022 gminę zamieszkiwało 180 834 osób, a gęstość zaludnienia wynosiła 4200 osób/km² .Wśród 963 gmin regionu Prowansja-Alpy-Lazurowe Wybrzeże Toulon plasuje się na 3. miejscu pod względem liczby ludności, natomiast pod względem powierzchni na miejscu 189.

## Historia
Arsenał morski Tulonu został założony przez Henryka IV (panującego w latach 1589–1610), ale starożytni Rzymianie pierwotnie posiadali morską stację sygnałową na brzegach Zatoki. Francuscy mężowie stanu, kardynał de Richelieu i Jean-Baptiste Colbert, a także inżynier Sébastien Le Prestre de Vauban, wzmocnili forty. Tulon oparł się oblężeniu przez wojska alianckie w 1707 roku podczas wojny o sukcesję hiszpańską, a w 1793 roku Napoleon odniósł tu zwycięztwo w słynnej bitwie podczas wojen o niepodległość Francji. Po 1815 roku Tulon zyskał na znaczeniu i stał się portem zaokrętowania dla większości francuskich wypraw wojennych XIX wieku. W XX wieku został najpotężniejszą bazą morską Francji i centrum sił morskich aliantów na Morzu Śródziemnym podczas I wojny światowej.
Podczas II wojny światowej francusko-niemieckie zawieszenie broni z 1940 roku pozostawiło kolaborujący rząd Vichy w kontroli nad flotą francuską, której większość skoncentrowano w Tulonie. Jednak inwazja aliantów na północno-zachodnią Afrykę 8 listopada 1942 roku skłoniła Adolfa Hitlera do uchylenia warunków zawieszenia broni i nakazał armii niemieckiej zajęcie reszty nieokupowanej Francji, w tym Tulonu. Podczas gdy alianci starali się uzyskać odpływ floty z Tulonu do Afryki Północnej, aby utrzymać ją z dala od rąk niemieckich, wojska niemieckie podjęły próbę przejęcia floty 27 listopada. Francuzi byli przygotowani na taki ruch, a admirał Jean-Baptiste Laborde, dowódca floty śródziemnomorskiej, zatopił 73 okręty, w tym krążowniki, niszczyciele, torpedowce, okręty podwodne i jeden pancernik. Tulon został wyzwolony w sierpniu 1944 roku przez wojska francuskie.

## Gospodarka i infrastruktura
Tulon został zfortyfikowany przez Vaubana. Znajduje suę tutaj główna baza francuskiej floty śródziemnomorskiej.
W mieście znajduje się stacja kolejowa Gare de Toulon. Tulon ma dogodne połączenie kolejowe i autostradowe z Marsylią i Niceą. 19 kilometrów na wschód od Tulonu, nieopodal miejscowości Hyères znajduje się Port lotniczy Tulon-Hyères.
Tulon to port wojenny, handlowy, pasażerski (połączenia promowe z Korsyką) i stocznia. Ośrodek handlowy i turystyczny, rozwinięty przemysł rybołóstwa i winiarski.

## Muzea
- Narodowe Muzeum Morskie
- Musée de Toulon (zał. 1874) - ze zbiorami archeologicznymi i sztuki współczesnej
- Tour Royale - zabytkowy fort
- Muzeum Allied Landings
- Muzeum Sztuk Azji - Musée des arts asiatiques

## Edukacja
- University of Toulon
- Wyższa Szkoła Morska
- Kedge Business School

## Atrakcje turystyczne
- Stare miasto z systemem fontann z XVIII - XVIII w.
- Place de la Liberté - Plac Wolności
- Katedra Notre-Dame (Najświętszej Maryi Panny) - Sainte-Marie-Majeure - XIII, XVI, XVII w.
- Kościół St. Louis - z XVIII w.
- Kościół St. François-de-Paule - z XVIII w.
- Greckokatolicki Kościół Trójcy Świętej
- Cerkiew Zmartwychwstania Pańskiego
- Tour Royale - La Grosse Tour (fort z XVI w.)
- Ratusz z kariatydami Pierre Pugeta (XVII w.)
- Brama arsenału (XVIII w.)
- Wieża de la Mitre (XVI w.)
- Port morski Tulon
- Szczyt Mont Faron (584 mnpm.)
- Tulońska kolejka linowa Téléphérique De Toulon
- Zoo miejskie
- Plaże miejskie
- Jardin d'acclimatation du Mourillon - miejski ogród botaniczny
- Opera w Tulonie
- Île de Porquerolles - (Niedaleka wyspa, poza granicami miasta)

## Miasta partnerskie
- La Spezia, Włochy
- Mannheim, Niemcy
- Norfolk, Stany Zjednoczone

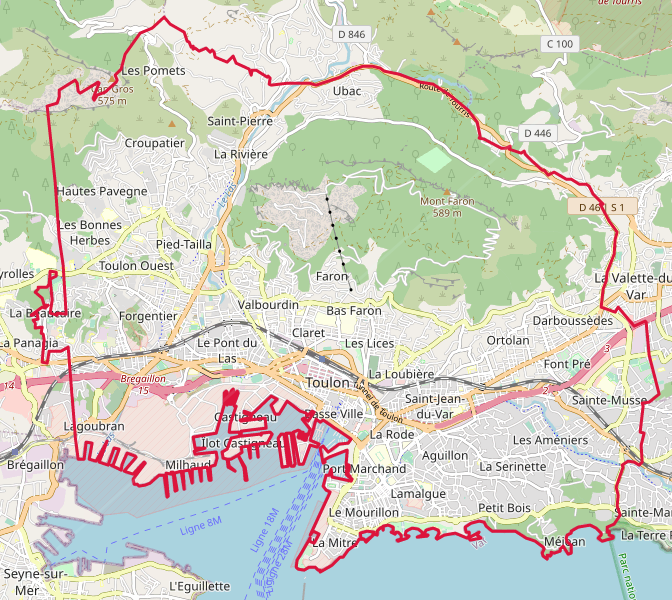
Tulon - Plan miasta

- Kronsztad, Rosja
- Al-Chamisat, Maroko